# Tour préliminaire à la Coupe d'Asie des nations de football 1984
Le tour préliminaire à la Coupe d'Asie des nations 1984 est disputé par vingt-et-un pays affiliés à l'AFC en vue de se qualifier pour la 8e édition de la Coupe d'Asie des nations. Les équipes sont réparties en quatre groupes géographiques. Les deux meilleures équipes de chaque groupe sont qualifiées pour la phase finale au Qatar.
Le Koweït, tenant du titre et Singapour, pays hôte du tournoi final, sont directement qualifiés et ne dispute pas ces éliminatoires. La Birmanie, l'Irak, Brunei, le Yémen du Sud, le Liban, Macao, Bahreïn et le Japon n'ont pas participé à ces qualifications.

## Tour préliminaire

### Groupe 1:IranetSyrie
- Tournoi à Jakarta en Indonésie :

| Rang | Équipe      | Pts | J | G | N | P | Bp | Bc | Diff |  | Résultats   |  |     |     |     |     |     |
| ---- | ----------- | --- | - | - | - | - | -- | -- | ---- |  | ----------- |  | --- | --- | --- | --- | --- |
| 1    | Iran        | 10  | 5 | 5 | 0 | 0 | 21 | 2  | +19  |  | Iran        |  | 3-1 | 1-0 | 5-0 | 5-0 | 7-1 |
| 2    | Syrie       | 6   | 5 | 3 | 0 | 2 | 9  | 8  | +1   |  | Syrie       |  |     | 2-1 | 2-3 | 2-1 | 2-0 |
| 3    | Indonésie   | 6   | 5 | 3 | 0 | 2 | 6  | 5  | +1   |  | Indonésie   |  |     |     | 2-1 | 2-1 | 1-0 |
| 4    | Thaïlande   | 6   | 5 | 3 | 0 | 2 | 9  | 10 | -1   |  | Thaïlande   |  |     |     |     | 2-1 | 3-0 |
| 5    | Bangladesh  | 2   | 5 | 1 | 0 | 4 | 6  | 13 | -7   |  | Bangladesh  |  |     |     |     |     | 3-2 |
| 6    | Philippines | 0   | 5 | 0 | 0 | 5 | 3  | 16 | -13  |  | Philippines |  |     |     |     |     |     |

NB: Un match de play-off additionnel est disputé : Iran 1-0 Syrie

### Groupe 2:Arabie saouditeetÉmirats arabes unis
- Tournoi à Jeddah en Arabie saoudite :

| Rang | Équipe              | Pts | J | G | N | P | Bp | Bc | Diff |  | Résultats           |  |     |     |     | Drapeau du Népal |
| ---- | ------------------- | --- | - | - | - | - | -- | -- | ---- |  | ------------------- |  | --- | --- | --- | ---------------- |
| 1    | Arabie saoudite     | 8   | 4 | 4 | 0 | 0 | 19 | 0  | +19  |  | Arabie saoudite     |  | 1-0 | 5-0 | 6-0 | 7-0              |
| 2    | Émirats arabes unis | 6   | 4 | 3 | 0 | 1 | 24 | 2  | +22  |  | Émirats arabes unis |  |     | 5-1 | 8-0 | 11-0             |
| 3    | Sri Lanka           | 3   | 4 | 1 | 1 | 2 | 6  | 11 | -5   |  | Sri Lanka           |  |     |     | 1-1 | 4-0              |
| 4    | Oman                | 3   | 4 | 1 | 1 | 2 | 9  | 15 | -6   |  | Oman                |  |     |     |     | 8-0              |
| 5    | Népal               | 0   | 4 | 0 | 0 | 4 | 0  | 30 | -30  |  | Népal               |  |     |     |     |                  |

### Groupe 3:Corée du SudetInde
- Tournoi à Calcutta en Inde :

| Rang | Équipe        | Pts | J | G | N | P | Bp | Bc | Diff |  | Résultats     |  |     |     |     |     |
| ---- | ------------- | --- | - | - | - | - | -- | -- | ---- |  | ------------- |  | --- | --- | --- | --- |
| 1    | Corée du Sud  | 7   | 4 | 3 | 1 | 0 | 12 | 0  | +12  |  | Corée du Sud  |  | 1-0 | 0-0 | 6-0 | 5-0 |
| 2    | Inde          | 6   | 4 | 3 | 0 | 1 | 8  | 2  | +6   |  | Inde          |  |     | 2-1 | 2-0 | 4-0 |
| 3    | Malaisie      | 5   | 4 | 2 | 1 | 1 | 10 | 3  | +7   |  | Malaisie      |  |     |     | 5-0 | 4-1 |
| 4    | Pakistan      | 2   | 4 | 1 | 0 | 3 | 4  | 14 | -10  |  | Pakistan      |  |     |     |     | 4-1 |
| 5    | Yémen du Nord | 0   | 4 | 0 | 0 | 4 | 2  | 17 | -15  |  | Yémen du Nord |  |     |     |     |     |

### Groupe 4:ChineetQatar
- Tournoi à Guangzhou en Chine :

| Rang | Équipe      | Pts | J | G | N | P | Bp | Bc | Diff |  | Résultats   |  |     |     |     |     |
| ---- | ----------- | --- | - | - | - | - | -- | -- | ---- |  | ----------- |  | --- | --- | --- | --- |
| 1    | Chine       | 8   | 4 | 4 | 0 | 0 | 15 | 0  | +15  |  | Chine       |  | 1-0 | 6-0 | 2-0 | 6-0 |
| 2    | Qatar       | 6   | 4 | 3 | 0 | 1 | 11 | 1  | +10  |  | Qatar       |  |     | 2-0 | 1-0 | 8-0 |
| 3    | Jordanie    | 3   | 4 | 1 | 1 | 2 | 7  | 10 | -3   |  | Jordanie    |  |     |     | 1-1 | 6-1 |
| 4    | Hong Kong   | 2   | 4 | 0 | 2 | 2 | 1  | 4  | -3   |  | Hong Kong   |  |     |     |     | 0-0 |
| 5    | Afghanistan | 1   | 4 | 0 | 1 | 3 | 1  | 20 | -19  |  | Afghanistan |  |     |     |     |     |

## Qualifiés
- Iran
- Syrie
- Arabie saoudite
- Émirats arabes unis
- Corée du Sud
- Inde
- Chine
- Qatar

+  Koweït (tenant du titre) et  Singapour (pays-hôte)